# 6208 Wakata
6208 Wakata (1988 XT) là một tiểu hành tinh vành đai chính được phát hiện ngày 3 tháng 12 năm 1988 bởi Endate và Watanabe ở Kitami.